# Ərəfsə
Ərəfsə – gmina (azer. bələdiyyə) i wieś (kənd) w zachodnim Azerbejdżanie, w Nachiczewańskiej Republice Autonomicznej, w rejonie Culfa, tworząca wiejski okręg terytorialny (kənd ərazi dairəsi) o tej samej nazwie. Jest jedyną wsią w okręgu terytorialnym i w gminie.
W klasyfikacji Azərbaycan Respublikası Dövlət Statistika Komitəsi (w wolnym tłum. „Państwowy Komitet Statystyczny Republiki Azerbejdżanu”) gminie nadano unikalny kod 10613007, a wsi 10613018.